# Staten Island Vipers
O Staten Island Vipers foi um clube americano de futebol que competiu na USL A-League em 1998 e 1999. O clube era baseado em Staten Island, Nova York . A equipe jogou seus jogos na Tottenville High School e Wagner College . A equipe foi extinta após a temporada de 1999. 

## História
O Vipers estreou na Liga A da USISL em 1998, de propriedade do empresário de Staten Island e entusiasta do futebol local Joe Manfredi  e Roger Gorevic, que mudou sua franquia da New York Fever A-League para Staten Island. A equipe foi iniciada e gerenciada inicialmente por Tom Neale (Gerente Geral) e Mike Winograd (Diretor de Juventude e Desenvolvimento de Equipes), que eram colegas de quarto e colegas de equipe no Lafayette College. Neale, ex-gerente geral do New York Fever, passou a ser gerente geral do San Jose Earthquakes e COO do New York Metrostars da MLS, e Winograd, ex-jogador profissional de futebol em Kfar Saba, Israel e assistente técnico do Universidade de Richmond, estudou Direito na Universidade da Pensilvânia. 
Os Vipers lutaram inicialmente para encontrar um terreno para jogar, estreando primeiro na Monsignor Farrell High School em Oakwood antes de serem expulsos pela oposição da comunidade. O clube aterrissaria na Tottenville High School, em Huguenote, depois de chegar a um acordo para reformar o campo e as arquibancadas da escola e adicionar luzes para jogos noturnos, juntamente com o compromisso da equipe de trabalhar com a escola para desenvolver um programa de futebol na cidade.  O clube foi treinado por Adrian Gaitan . 
As cores da equipe eram azul e branco, com camisas patrocinadas pela Toyota e o kit fornecido pela Umbro . 
O mascote do time era um personagem fantasiado em uma roupa verde chamada "Hyper Viper". Entre os habitantes de Staten Island que vestiram o traje estavam Craig Perrino e Jay Akselrud, que também se divertiram nos jogos dos Staten Island Yankees . 
O clube teve uma média de público era de 1.500 torcedores por jogo e terminou sua primeira temporada em 1998  ficando em terceiro na Divisão Nordeste, mas perdendo as quartas de final da Conferência.  A equipe melhorou seu recorde para 19-9-2-1 em 1999, terminando em 2º na divisão e avançando para a Semifinal da Conferência, mas acabou perdendo para o Hershey Wildcats . 

## Estatísticas

### Participações
|  | Participações em 2020 |

| Competição     | Competição               | Temporadas | Melhor campanha     | Estreia | Última | P | R |
| Estados Unidos | Lamar Hunt U.S. Open Cup | 1          | Desconhecido (1999) | 1999    | 1999   |   | – |